# Semáforo

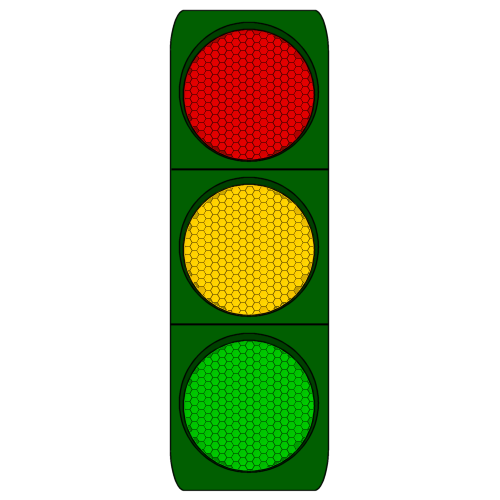
Semáforo.

Los semáforos,  también conocidos como señales de control de tráfico, son dispositivos de señales que se sitúan en intersecciones viales y otros lugares para regular el tráfico, y por ende, el tránsito peatonal. El primer semáforo, diseñado por John Peake Knight, se instaló en Londres en 1868. 
El auge de las señales de tráfico está ligado al rápido aumento del tráfico automovilístico, sobre todo en Estados Unidos después de que Henry Ford introdujera el modelo T en 1908 y lo comenzara a producir en serie a partir de 1913. Por primera vez, los coches eran baratos y lo suficientemente fiables para los desplazamientos en conjunto.

## Etimología

Animación que posee la mayoría de los semáforos modernos.

La palabra semáforo proviene del griego σῆμα (sema), que significa señal, y φόρος (foros), que significa portador, es decir, un semáforo es lo que "lleva las señales".
En castellano, hace siglos, se llamaba semáforos a las torres de señales, que se extendían por todo el territorio, desde las que por medio de señales ópticas (luces de noche, banderas de colores de día) se comunicaban las noticias importantes, más deprisa que con un caballo al galope. También se llamaba así a las estaciones desde las que se trasmitían las señales del telégrafo óptico establecido en las costas y en los puertos y cuyo objetivo era dar a conocer las llegadas y las maniobras de los buques que venían de alta mar o navegaban a la vista o bien darles a conocer avisos urgentes por medio de bolas o de banderas o recibirlos de ellos. El semáforo consistía en un elevado mástil en el cual los vigías efectuaban las señales por medio de travesaños con la expresadas bolas o bien con banderas y, si era de noche, con linternas. Por lo general, los semáforos estaban en comunicación con las estaciones telegráficas cercanas.
Actualmente, un semáforo se puede considerar un dispositivo mecánico o eléctrico que regula el tráfico de vehículos y peatones en las intersecciones de caminos. 
El diccionario de la Real Academia Española define el semáforo como:

[…] Aparato eléctrico de señales luminosas para regular la circulación. […]

## Historia
El 10 de diciembre de 1868 se instaló el primer semáforo en Londres. Fue diseñado por el ingeniero ferroviario John Peake Knight, quien se basó en las señales ferroviarias de la época. El primer semáforo era muy diferente al actual, con dos brazos que se levantaban para indicar el sentido que tenía que detenerse. Además se usaban lámparas de gas de colores rojo y verde para su funcionamiento nocturno. Sin embargo, este primer semáforo era manual, por lo que requería que un policía lo controlase todo el tiempo. Este primer semáforo explotó tan solo un mes después, el 2 de enero de 1869, hiriendo de gravedad al policía que lo controlaba.
En 1910, Ernest Sirrine mejoró el semáforo volviéndolo automático. El sistema de Sirrine usó las palabras no iluminadas stop (pare) y proceed (continúe). En 1912, Lester Wire, un oficial de policía de Salt Lake City, optó por regresar al anterior sistema con las luces rojas y verdes. Aunque era manual, la innovación fue usar luces eléctricas y un zumbador para advertir del cambio de estado, además permitía a las estaciones de policía y bomberos cambiar el estado del semáforo en caso de emergencias. Por ser un empleado del gobierno estadounidense, su invención nunca fue patentada.
La era de innovación del control de tráfico posterior al modelo T  ocurrió principalmente en los Estados Unidos, debido a que allí había más tráfico. Las ciudades del oeste de Estados Unidos tenían tasas más altas de propiedad de automóviles que las ciudades del este después de que el coche se convirtiera en algo más que un juguete de un hombre rico. En 1910, Los Ángeles tuvo el registro más alto de automóviles per cápita en el mundo, ya que era una ciudad rica con un buen sistema de calles, cuyo clima permitía la conducción durante todo el año (los coches abiertos eran la norma hasta 1923).
Avances en la tecnología de la ingeniería eléctrica posibilitaron mejoras en la señalización: los ingenieros habían desarrollado programadores automáticos para sistemas de comunicaciones militares durante la Primera Guerra Mundial. El primer semáforo automático que utilizaba luces rojas y verdes eléctricas fue patentado por William Ghiglieri en San Francisco, California en 1917. Su diseño también incluía un modo manual.

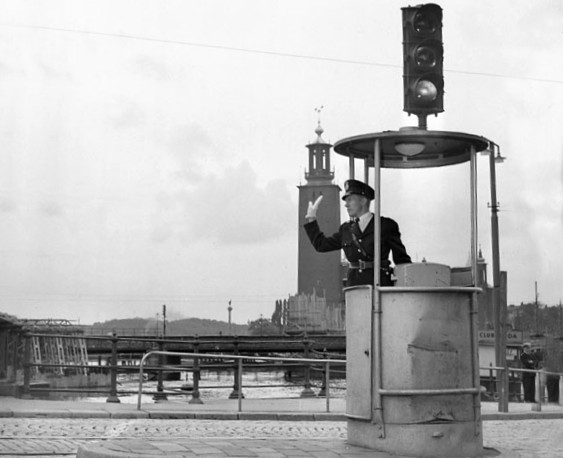
Combinación de policía de tráfico y semáforo en Estocolmo, 1953.

Los peatones tuvieron más dificultades para adaptarse a las nuevas luces automáticas, ya que se enfrentaron a una nueva regulación de un comportamiento ya establecido en vez de solo el afrontar nuevas reglas para nuevos comportamientos (como conducir). Los peatones nunca se organizaron, así como los automovilistas. Peatones estadounidenses carecían de un equivalente de la Asociación de Peatones de Gran Bretaña, hoy en día Living Streets (UK), o Deutsche Verkehrswacht-DVW, Asociación Alemana de Seguridad Vial. Ellos tenían suficiente influencia en la ciudad de San Luis, Misuri para bloquear una ordenanza contra cruzar la carretera en el punto dictado (jaywalking) en 1936, pero que parece una excepción aislada de su impotencia política. Los ingenieros de tráfico trataban a los peatones como ciudadanos de segunda clase. En 1921, por ejemplo, un ingeniero los describió como «un obstáculo muy grave». En el plano jurídico más fundamental, el Derecho anglosajón (Common law) había sostenido que todos los usuarios de la calle eran iguales. Ante la insistencia de los ingenieros de tráfico, sin embargo, los ayuntamientos reemplazan esta regla antigua con nuevas ordenanzas que dieron a los automóviles el derecho de vía, excepto en las intersecciones. El primer libro de texto de ingeniería de tráfico observó que la protección de la vida era más importante que la velocidad del transporte, pero luego agregó que la seguridad y prevención de accidentes parecía ser la última preocupación de los funcionarios. El mismo trabajo se quejó de que los peatones se encontraban en un estado de «rebelión».

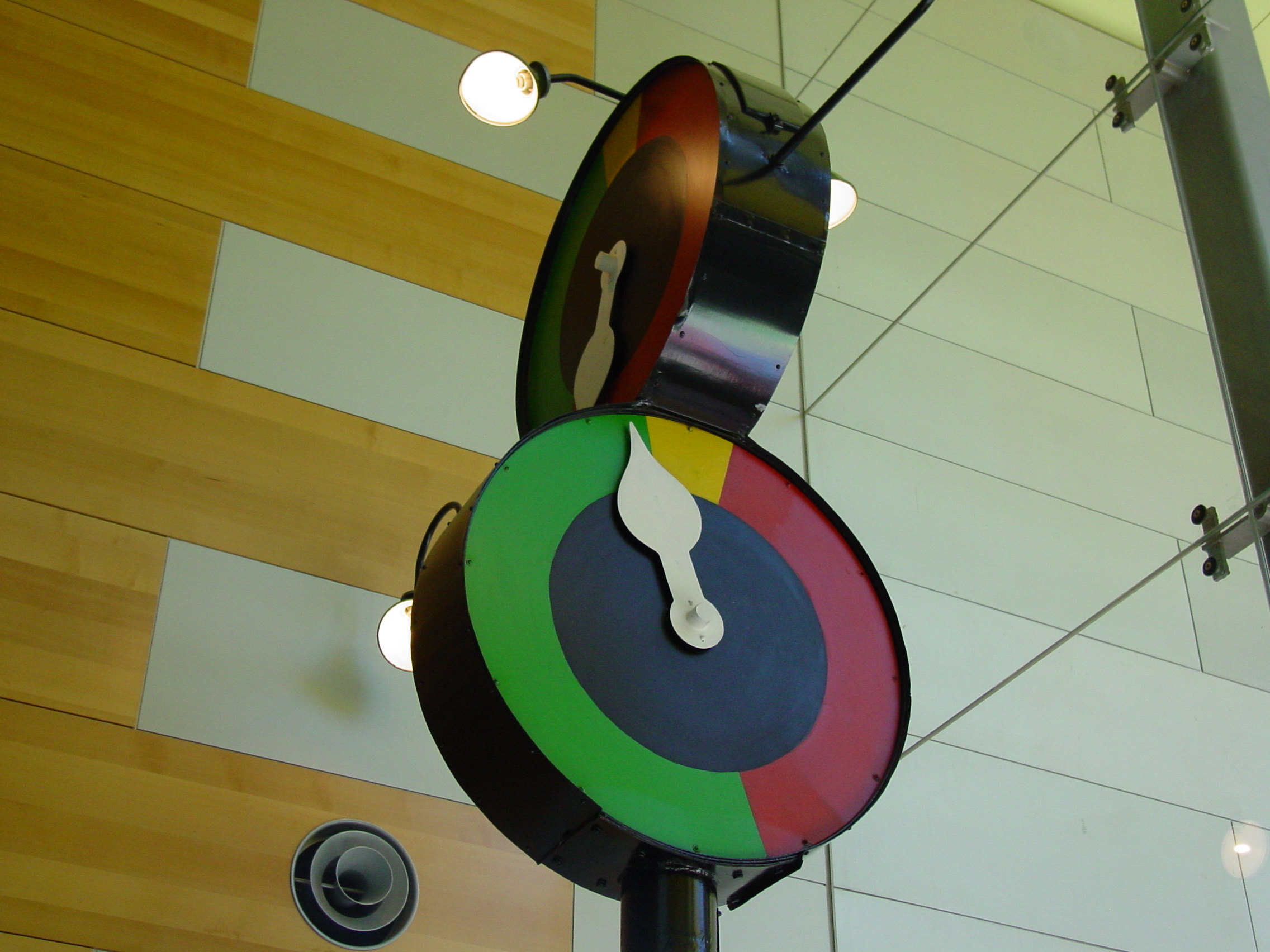
Señal creada por Charles Marshall.

En 1920, William Potts, inventor de varios semáforos para ese momento, añade la luz amarilla al semáforo. Para ese momento los semáforos ya se habían expandido alrededor del mundo, pero, a diferencia de los demás de dos etapas, el de tres etapas permitía advertir de una mejor manera al conductor sobre el inminente cambio a la luz roja. Potts era un oficial de policía de Detroit, por lo que al igual que Wire nunca patentó su invención. Garrett Morgan fue la primera persona en lograr la patente por un semáforo de tres etapas eléctrico en 1923. Sin embargo, su semáforo aún distaba del actual pues tenía dos brazos y usaba palabras iluminadas. Vendió su diseño a General Electric por aproximadamente 40 000 USD.
En 1936, Charles Marshall creó una señal rotatoria que permitía indicar el tiempo restante antes del cambio de estado del semáforo.

## Semáforos actuales

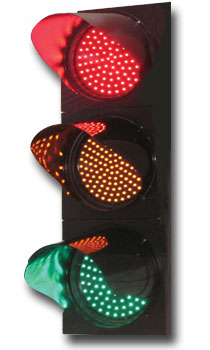
Semáforo actual led

Los semáforos han ido evolucionando con el paso del tiempo y actualmente y debido a su rentabilidad, se están utilizando lámparas led para la señalización luminosa, puesto que las lámparas de led utilizan solo 10 % de la energía consumida por las lámparas incandescentes, tienen una vida estimada 50 veces superior y, por tanto, generan importantes ahorros de energía y de mantenimiento, satisfaciendo el objetivo de conseguir una mayor fiabilidad y seguridad pública. Entre las mayores ventajas que tienen los semáforos con iluminación led destacan:
- Muy bajo consumo y por tanto ahorran energía.
- Mayor vida útil de las lámparas incandescentes.
- Mínimo mantenimiento.
- Respeto por el medio ambiente.
- Simple recambio.
- Unidad óptica con protección UV y alto contraste durante el día.
- Proyección luminosa uniforme.
- Se evita el fundido total del panel luminoso, al estar formado este por una matriz de diodos por lo que en tal caso solo lo harán unos cuantos y no todo el conjunto, de forma que el semáforo nunca se apagará totalmente.
- Mayor seguridad vial.
- Se pueden cambiar las imágenes fácilmente (por ejemplo, en Madrid durante el día de la mujer añadieron falda a los muñequitos).
- Animaciones como peatón moviéndose, cuentas atrás, etc.
- Su bajo consumo permite que funcionen autónomamente mediante una batería durante cierto tiempo.
- Precaución a los peatones.
- Incorporación de sonidos intermitentes cuando el muñeco verde esté parpadeando para ponerse en rojo. Actualmente se utiliza una voz grabada con el nombre de la calle para que un peatón ciego no se pueda confundir con otros semáforos cercanos, como sucedía con los primeros semáforos con este sistema con trino de canarios.

La óptica de led está compuesta por una placa de circuito impreso, policarbonato de protección, casquillo roscante E-27, todos estos elementos están integrados sobre un soporte cónico. El circuito impreso, policarbonato de protección y envolvente cónica, poseen orificios de ventilación para facilitar la evacuación de calor de su interior.
Aunque los ledes ofrecen multitud de ventajas respecto a las bombillas tradicionales uno de sus mayores inconvenientes es que no soportan bien los cambios bruscos de energía, que es lo que ocurre cuando se encienden o se apagan cada una de las luces del semáforo, ya que además cada luz debe apagarse rápidamente para no provocar confusión con el resto de las luces, lo que provoca que algunos diodos se fundan.
Desde hace algunos años se viene utilizando la tecnología inalámbrica en los semáforos, después de que los semáforos inteligentes no hayan llegado a funcionar todo lo bien que se esperaba.
En varias ciudades de España los medios de transporte y los de emergencia incorporan equipos informáticos emisores y receptores digitales de señales de radio de muy corto alcance.
Estas unidades permiten que cuando el vehículo que las porta se acerca a un semáforo equipado con otro equipo ambos dispositivos se conectan entre ellos y después de verificar el código de autorización los semáforos que regulan la intersección se coordinan para dar vía libre al autobús o ambulancia, consiguiendo de esta forma un tráfico fluido del transporte público o el paso de una ambulancia en servicio de forma segura en los cruces.
Aunque no es una tecnología muy extendida posiblemente vaya creciendo su uso, según los resultados que se vayan obteniendo en el futuro.

### Componentes

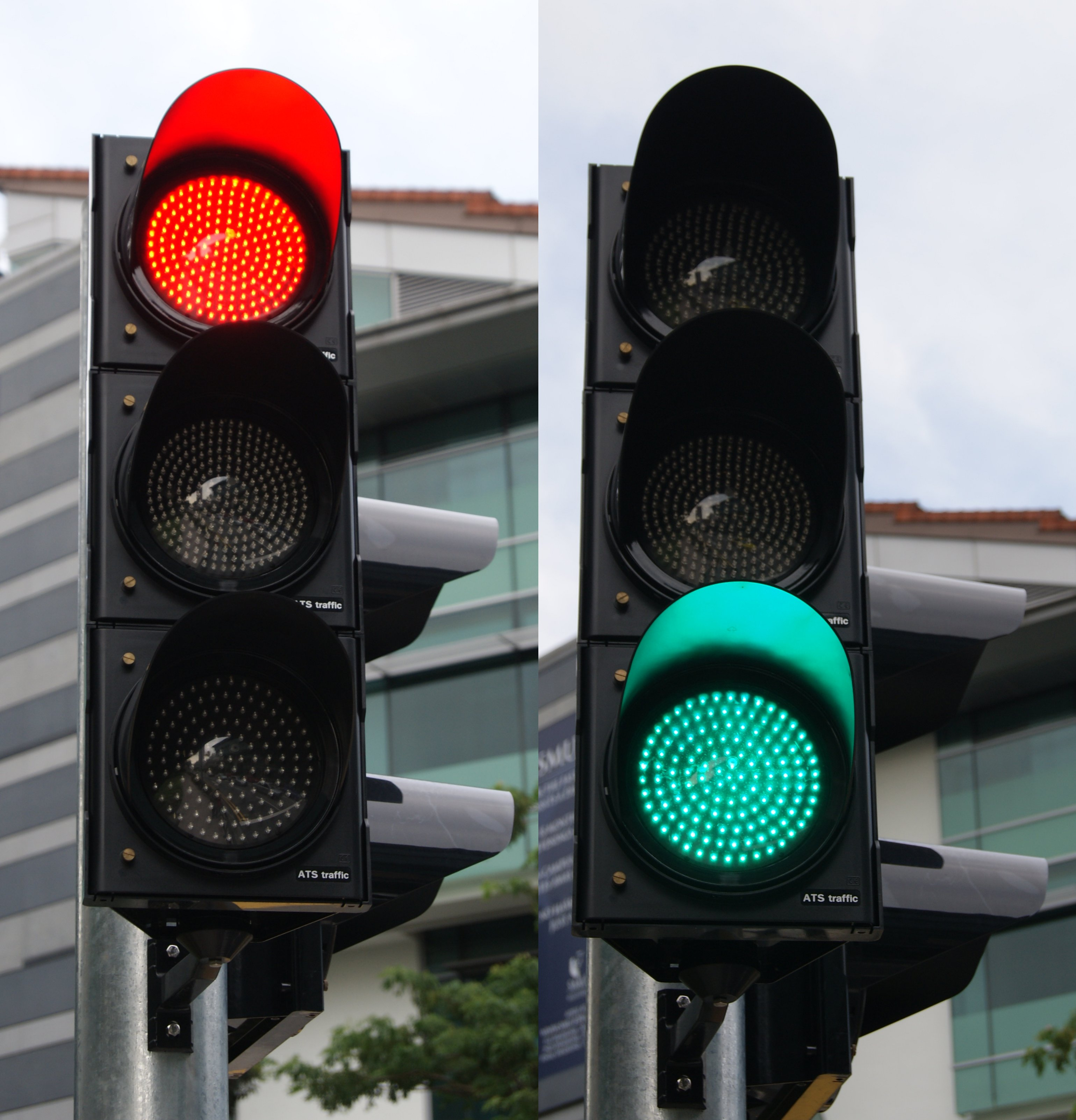
Semáforo led en Singapur.

El semáforo está formado por los siguientes componentes:
- Cabeza: Es la armadura que contiene las partes visibles del semáforo. Cada cabeza contiene un número determinado de caras orientadas en diferentes direcciones.
- Soportes: Los soportes son las estructuras que se utilizan para sujetar la cabeza de los semáforos de forma que les permitan algunos ajustes angulares, verticales y horizontales.
- Cara: Son las distintas luces de las cuales están formados los semáforos. En cada cara puede haber desde dos luces hasta más de tres, siendo la de tres luces las caras más usuales.
- Lente: Es la parte de la unidad óptica que por refracción dirige la luz proveniente de la lámpara y de su reflector en la dirección deseada. Este elemento desaparece en los nuevos semáforos de ledes.
- Visera: Es un elemento que se coloca encima o alrededor de cada una de las unidades ópticas, para evitar que, a determinadas horas, los rayos del sol incidan sobre estas y den la impresión de estar iluminadas, así como también para impedir que la señal emitida por el semáforo sea vista desde otros lugares distintos hacia el cual está enfocado. Como el caso de las lentes, esta parte está desapareciendo ya que los nuevos semáforos de ledes iluminan de mejor forma que los antiguos.
- Placa de contraste: Elemento utilizado para incrementar la visibilidad del semáforo y evitar que otras fuentes lumínicas confundan al conductor.

### Funcionamiento
El tipo más frecuente tiene tres luces de colores:
- Rojo (1), para detenerse inmediatamente. En algunos países, si el rojo está parpadeando, actúa como una señal de Alto/Pare/Stop.
- Amarillo o Ámbar (2) detenerse y en el caso de no tener tiempo para hacerlo justo antes de la línea de detención, pasar con precaución/ceda el paso.
- Verde (3), para avanzar, puesto que no hay obstáculos.

Nota: En el paso del verde al rojo, el ámbar dura 3 segundos.

Semáforo de 3 etapas.
Semáforo de 4 etapas.

## Semáforos especializados

### Semáforo con cuenta regresiva

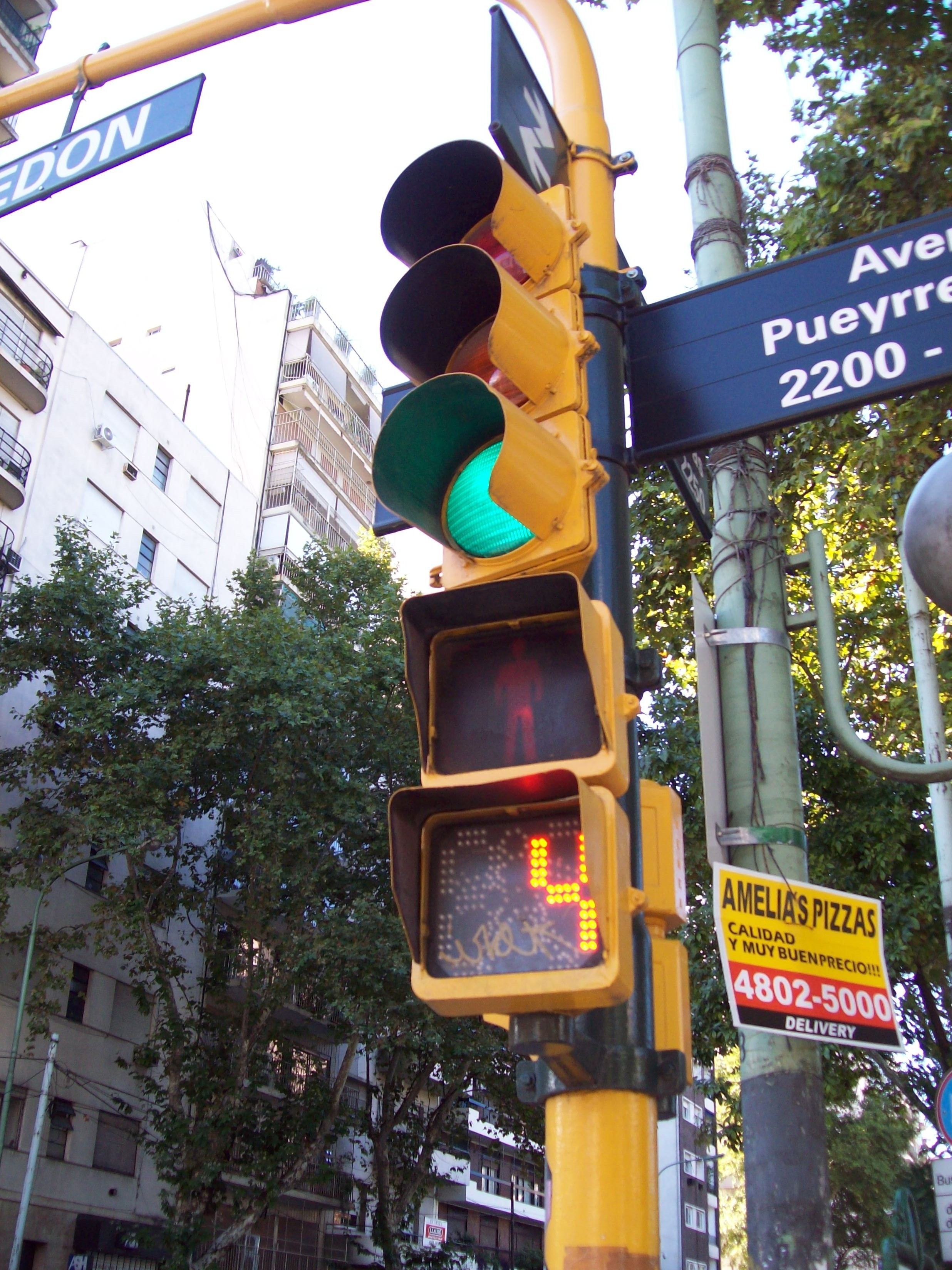
Semáforo con cuenta regresiva en Buenos Aires, Argentina.

El semáforo con cuenta regresiva a led o semáforo vehicular-peatonal con aviso de cambio en unidad de tiempo es una señal de control de tráfico semafórica cuyo objetivo es regular la circulación vial mediante la indicación —a peatones y conductores— del tiempo restante para el cambio de aspectos lumínicos. Su objetivo es complementar las medidas de seguridad vial al prevenir que los automovilistas frenen de manera brusca o imprevista, o que crucen una intersección con luz roja. Su versión más utilizada, el semáforo peatonal, permite a los peatones conocer cuántos segundos restan para cruzar la calle de forma segura.

### Control del carril
Se pueden usar semáforos para controlar el flujo vehicular de cada carril. Esto puede ser usado para advertir a los conductores que uno de los carriles se encuentra cerrado o que no es seguro circular por este. Este tipo de semáforos también es usado cuando existe una vía reversible, que cambia la dirección del tráfico, por lo que es necesario advertir a los conductores sobre que carriles son utilizables.
Además de las típicas luces, la mayoría de estos semáforos también utilizan flechas combinadas con una "X" para indicar el estado de cada carril.

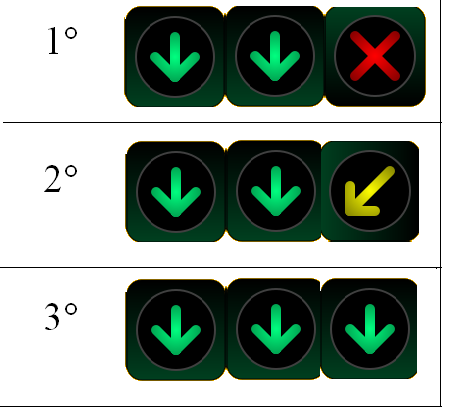
Semáforos usados para indicar el estado de cada carril. 1.º El carril derecho está cerrado. 2.º El carril de la derecha está próximo a ser cerrado. 3.º Todos los carriles están habilitados.

### Control de la dirección
En algunos casos se pueden instalar semáforos para una dirección específica. Normalmente se usa este tipo de semáforos cuando el tráfico proveniente de la dirección contraria evita el correcto flujo de los vehículos que viran, o cuando los vehículos que viran impiden el correcto flujo de los vehículos que vienen en la dirección contraria. Esto puede crear congestión vehicular y aumentar el riesgo de accidentes.

Diferentes tipos de semáforos con luces de giro o viraje

### Peatonales

Animación de un semáforo peatonal europeo.

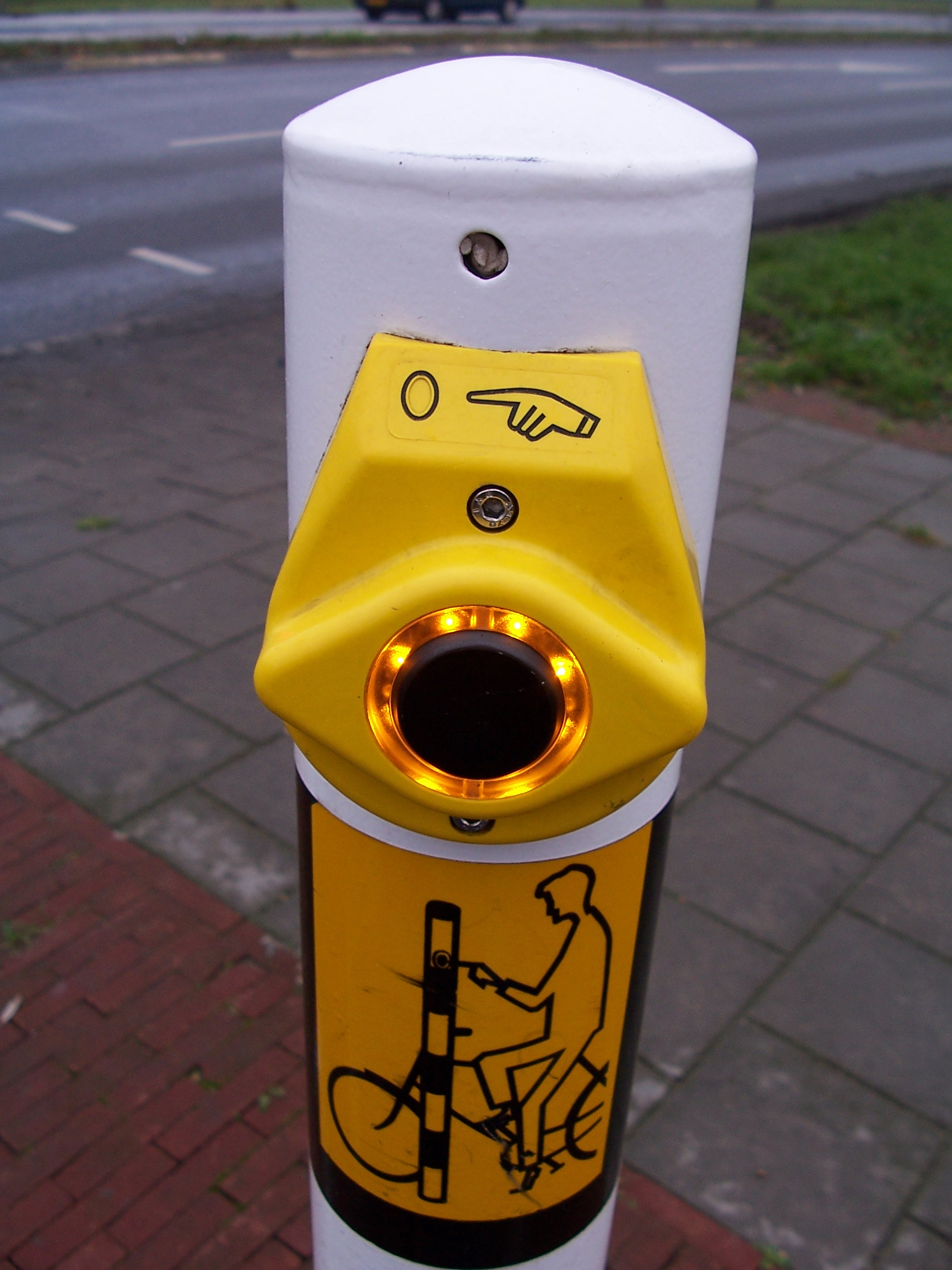
Semáforo peatonal con un botón para pedir el cambio de estado del semáforo.

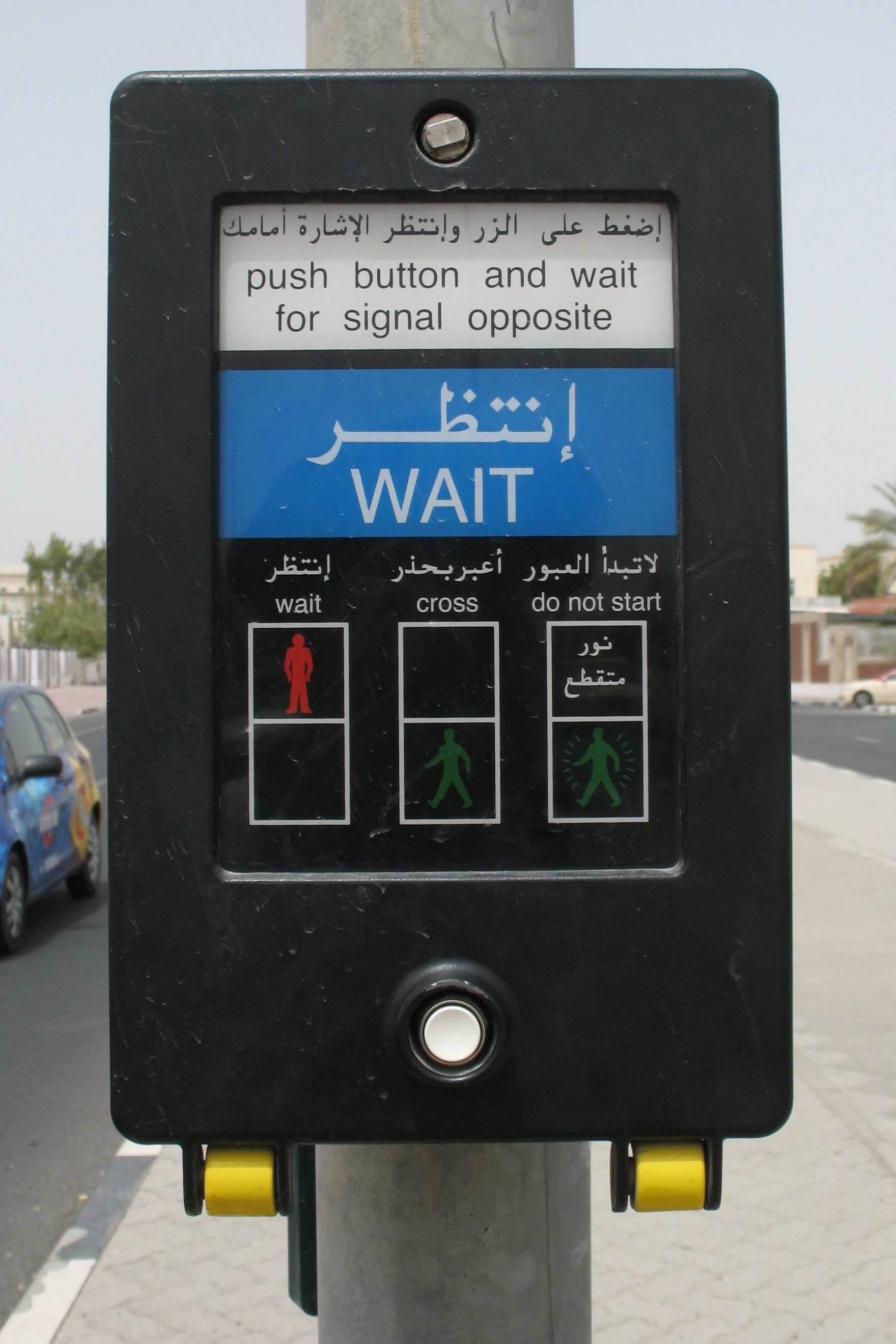
Semáforo peatonal con un botón en Dubái.

En muchas intersecciones se usan además semáforos peatonales para indicar al peatón el momento seguro para que pueda cruzar la intersección. También se pueden usar para dar preferencia a los peatones sobre el resto del tráfico de la vía. 
La mayoría de estos semáforos no cuenta con una luz intermedia entre el verde y el rojo, por lo que normalmente la luz verde o roja parpadea dos o tres veces para anunciar el próximo cambio al verde.
En algunos casos los semáforos peatonales pueden tener rojo de tiempo para que el peatón pueda juzgar si tiene tiempo suficiente para cruzar la vía, en el momento en que el contador llega a cero inmediatamente el semáforo peatonal cambia a rojo.
En algunos casos el semáforo puede incluir un botón para que el peatón pueda pedir manualmente el paso. Esto puede servir para evitar la detención innecesaria de los vehículos cuando en realidad no existe ningún peatón queriendo cruzar la vía, o para disminuir el tiempo de espera de los peatones.

Diferentes tipos de semáforos peatonales.
Semáforo peatonal con contador para la luz verde.
Semáforo peatonal combinado de 3 etapas. En la tercera etapa la luz verde intermitente para indicar el próximo cambio a rojo.
Animación de uno de los tipos de semáforos peatonales usado en Estados Unidos.
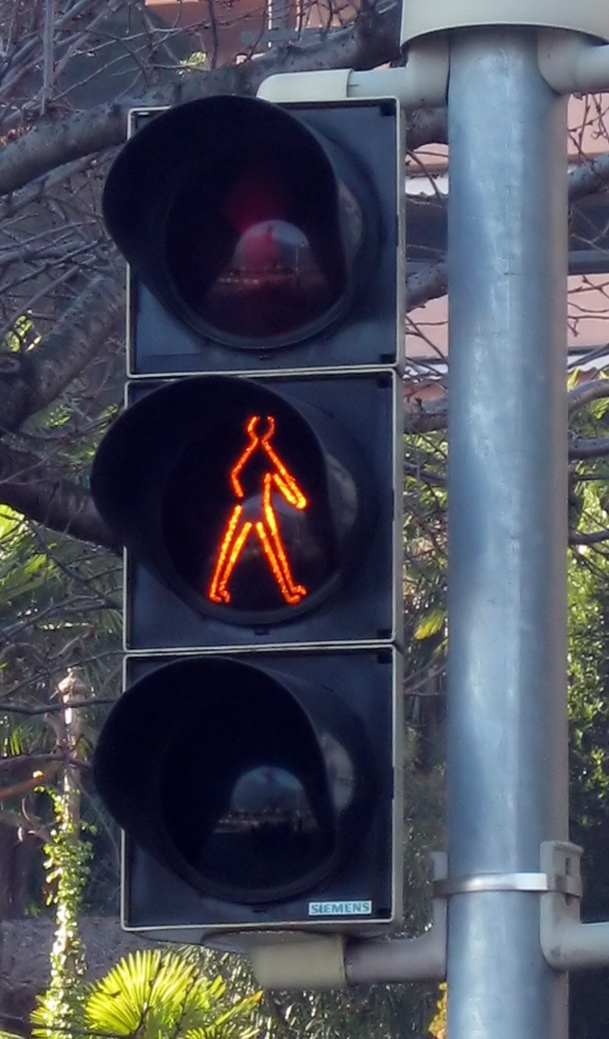
Semáforo peatonal con la luz ámbar intermedia en Lugano, Suiza.

### Para ciclistas
En caso de existir una ciclovía o de que la vía sea compartida por ciclistas se pueden usar semáforos especiales para ellos, logrando así mejorar su seguridad y la de los que los rodean. Normalmente se los usa para dar prioridad a los ciclistas o para mantenerlos alejados de otros usuarios de la vía, como peatones o vehículos.

Diagrama de semáforo para ciclistas usado en Francia.
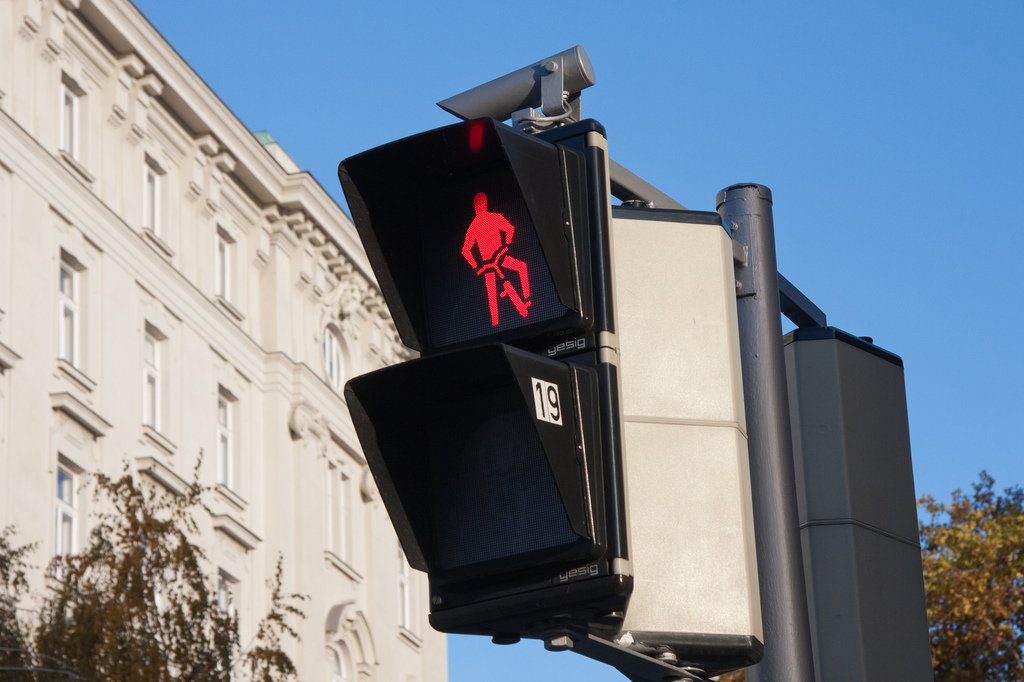
Semáforo para ciclistas en Viena, Austria.
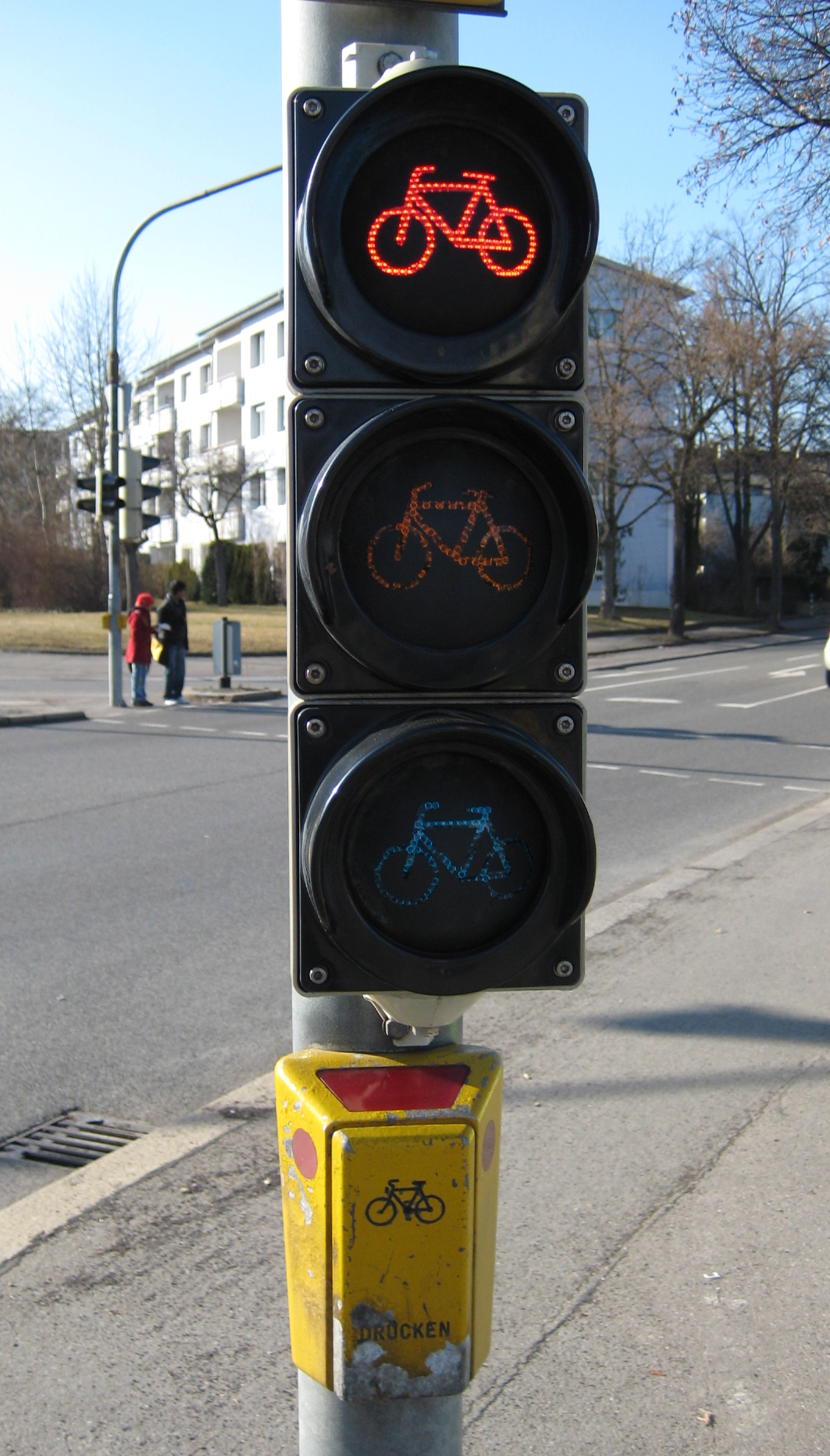
Semáforo para ciclistas en Sindelfingen, Alemania.
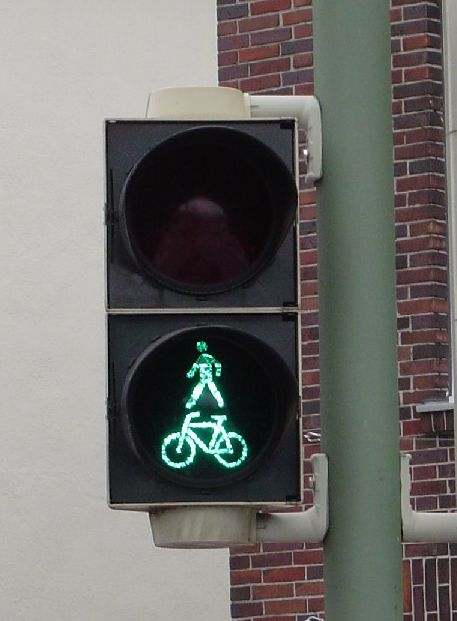
Semáforo peatonal combinado con uno para ciclistas.

### Transporte público

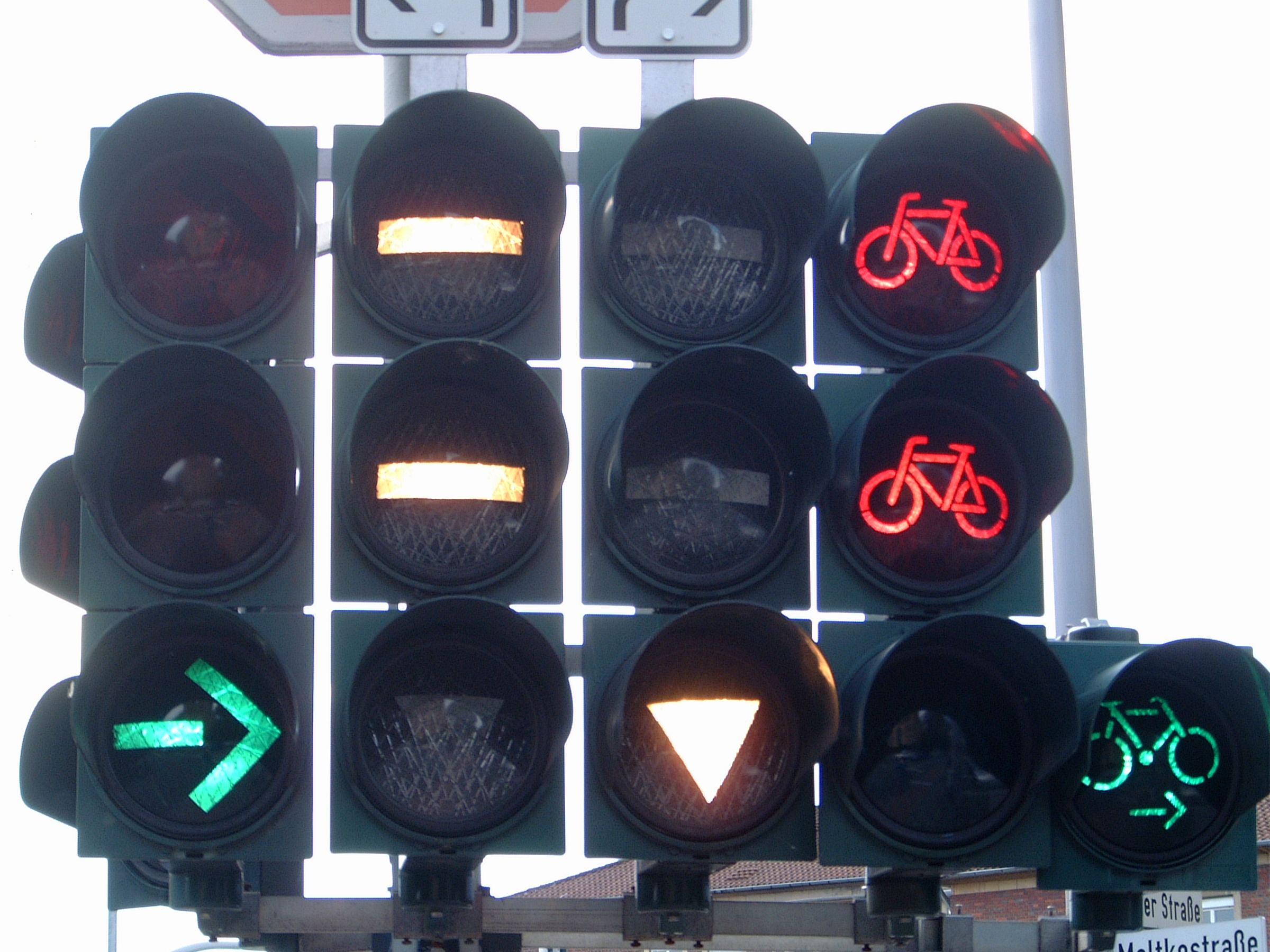
Semáforo mixto en Alemania.

En algunos casos se usan semáforos para dar prioridad o controlar independientemente el flujo de vehículos del transporte público. En algunos casos cuando la vía es compartido con un tipo diferente de transporte como los tranvías se usan señales diferentes para estos. Estos semáforos son más comunes en Europa, aunque pueden ser vistos por todo el mundo. En muchos casos no utilizan las típicas tres luces (rojo, amarillo y verde) a cambio de sistemas más complejos para dar mejores indicaciones a los conductores.

Semáforos para el transporte público. La fila superior corresponde a los usados en los Países Bajos y la inferior a Bélgica.
Diagrama de semáforo usado para autobuses en Francia.
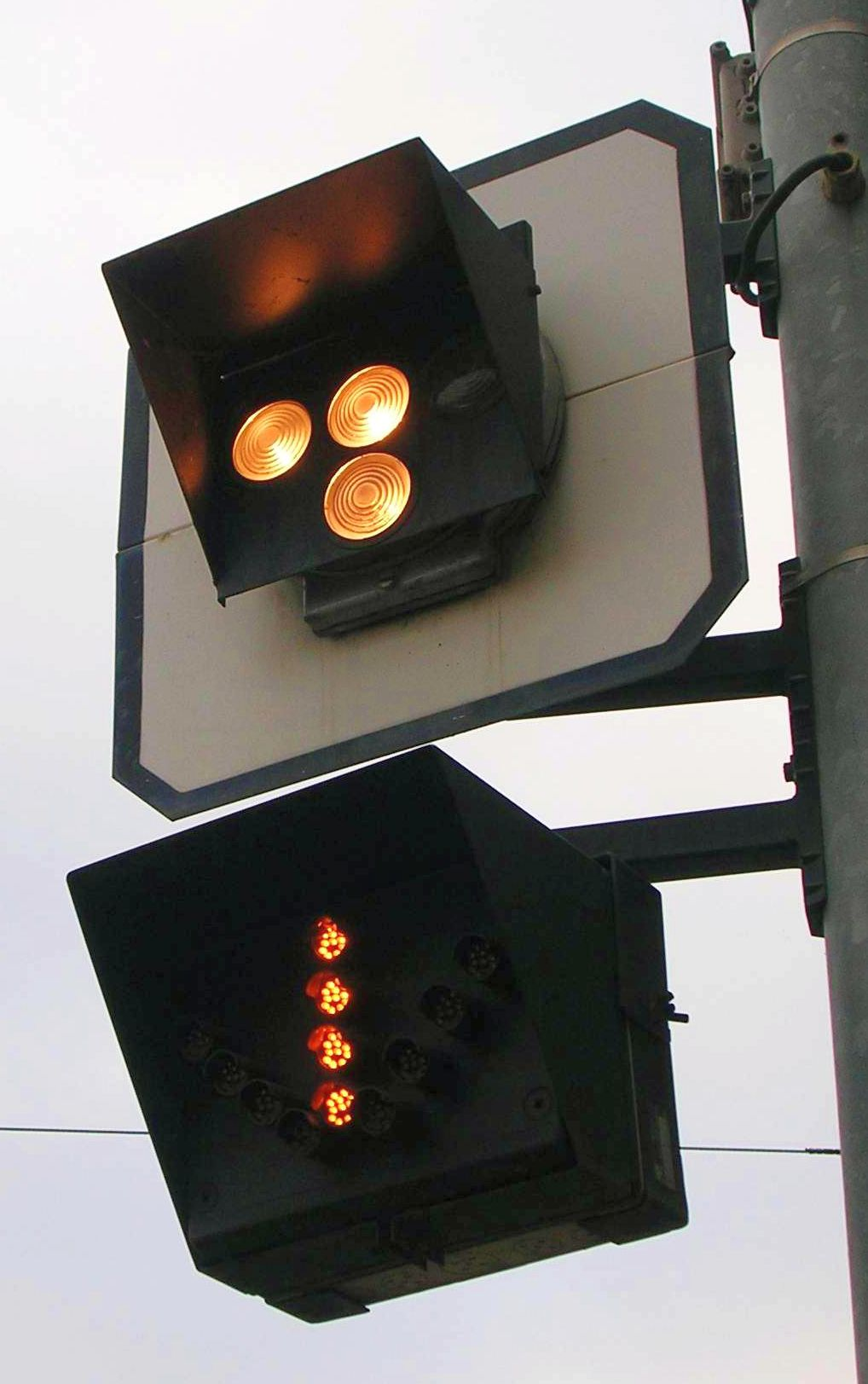
Semáforo para tranvías en Praga, República Checa.
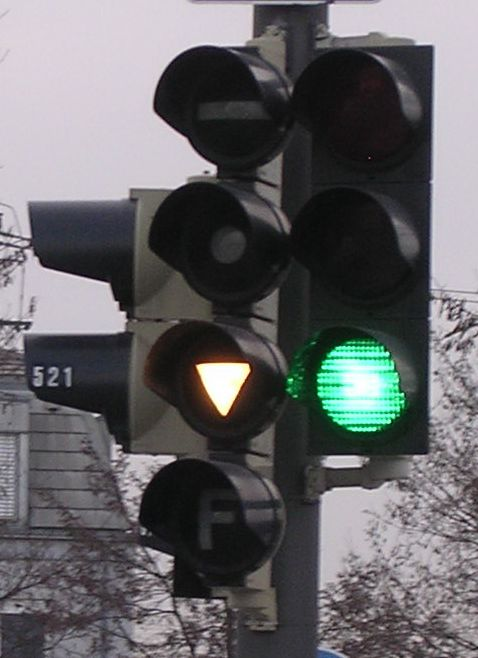
Semáforos para el transporte público y normal en Alemania.

## Los semáforos en distintos países

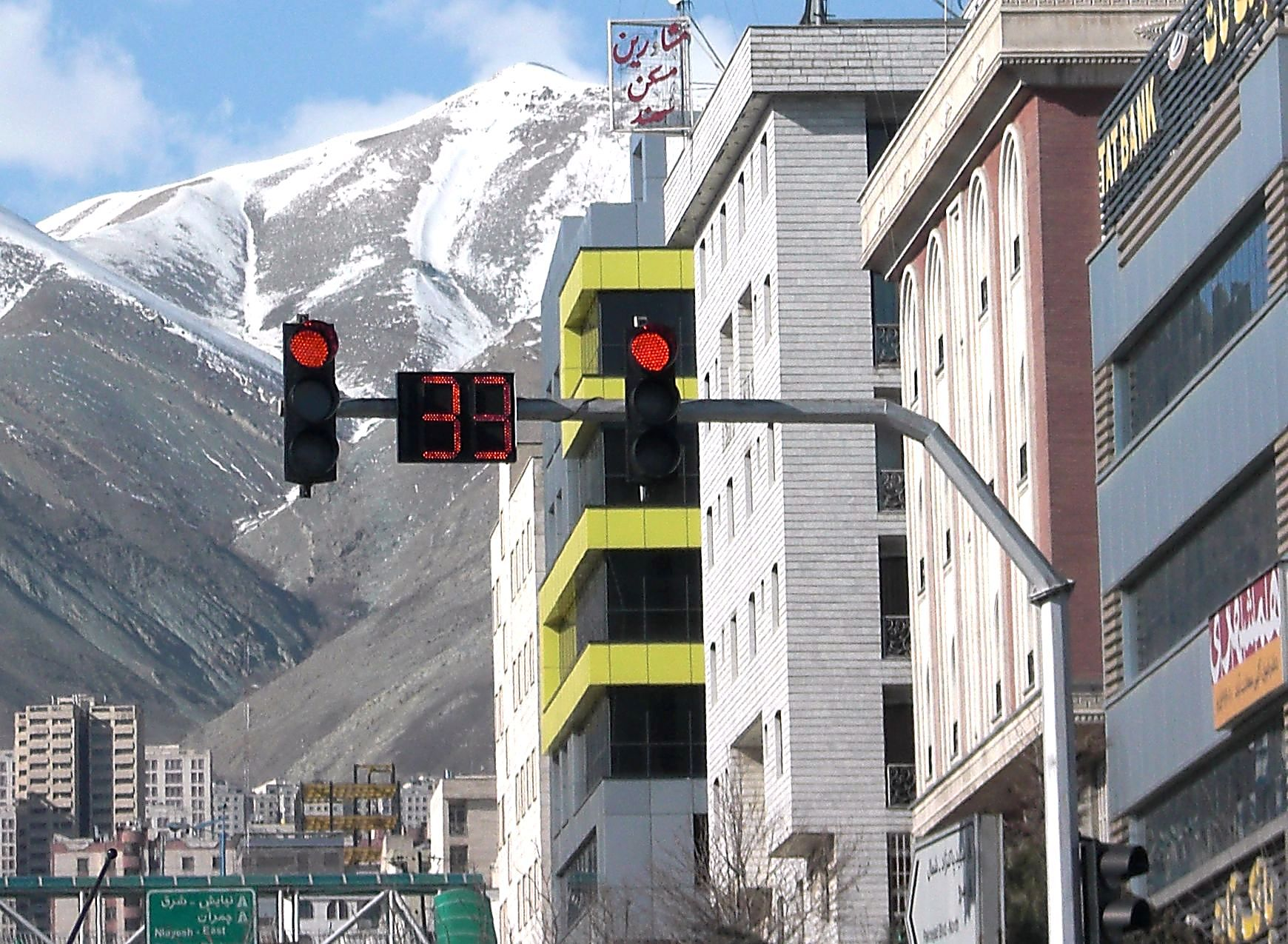
Semáforo led con contador de tiempo en Teherán.

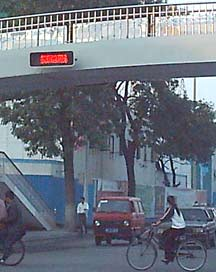
Semáforo de Tianjin.

La forma de interpretar sus indicaciones pueden variar de un país a otro, pero lo común es que los países cumplan con la Convención de Viena sobre Señalización Vial. El semáforo más común es el que tiene tres luces: roja, ámbar –a veces llamada amarilla- y verde. Cuando se ilumina, el rojo indica a los vehículos y a los peatones que paren, el ámbar que estén alerta, y el verde que pueden continuar. El estándar universal –los semáforos en vertical- es que el ámbar esté en el medio, el rojo arriba y abajo el verde. En los semáforos horizontales, el rojo está a la izquierda del verde. Sin embargo, los estándares se aplican según la conducción de los países. 

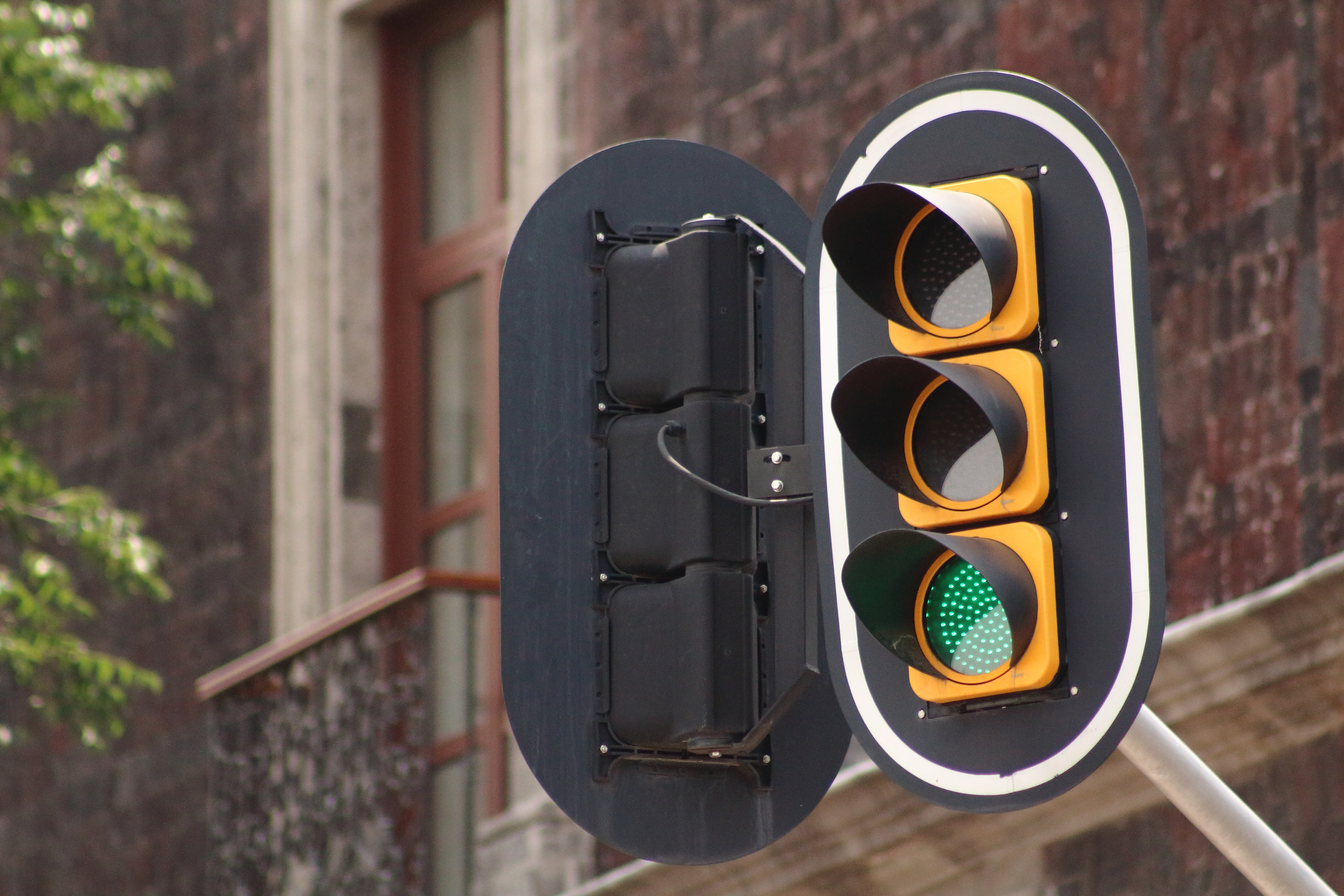
Semáforo en la Ciudad de México.

Cada país tiene diferentes reglas de circulación, incluyendo cómo interpretar los semáforos. Por ejemplo, en algunos países, una luz amarilla indica a los motoristas que pueden continuar conduciendo si la carretera está vacía, dando vía libre a los peatones y a los vehículos de las carreteras perpendiculares intersectantes. 

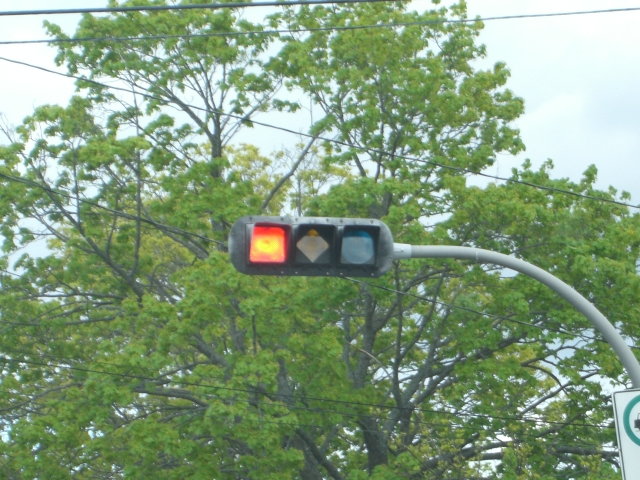
Semáforo con formas geométricas para ayudar a personas que sufran de daltonismo en Halifax, Canadá.

En algunos países, justo antes de que la luz cambie a verde, la luz roja y la luz ámbar están encendidas.
En el Reino Unido, Nueva Zelanda y Canadá, el ámbar significa oficialmente «stop» o «alto» en español, pero en la práctica es una preparación al «stop». En Rusia, Serbia, Austria, Israel y algunas partes de Canadá y México, se ilumina la luz verde durante unos segundos antes de que aparezca el ámbar. La señal de luz ámbar sin los otros colores se utiliza en el Reino Unido, Irlanda y Australia. También se utiliza en Serbia y en los EE. UU. para señalar los lugares donde hay que poner atención. En Canadá, la luz ámbar significa «conduce con atención» y normalmente está combinada con la luz roja en intersecciones de cuatro vías. En algunos países de Asia, como Tailandia, la luz ámbar indica que un vehículo debe proceder con precaución en un cruce de caminos en el que las señales solo funcionan en periodos ajetreados.
En Tianjin se encuentra un semáforo que funciona de la siguiente manera: cuando la barra está en rojo, hay que parar. Después, la barra empieza a hacerse pequeña y muestra cuanto tiempo va a permanecer roja. El rojo parpadea y desaparece y la barra se vuelve verde. El verde se reemplaza por el color amarillo, que permanece unos segundos. La barra parpadea y el amarillo desaparece dando paso al color rojo.

## Evolución y datos globales

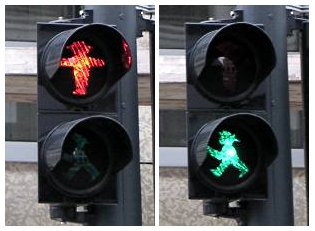
Semáforo peatonal 'Ampelmann' en Berlín, Alemania.

- El 5 de agosto de 1914 se instaló el primer semáforo "moderno", en Cleveland, Estados Unidos. Gestionaba el tráfico entre la avenida Euclid y la calle 105 Este. Contaba con luces rojas y verdes, colocadas sobre unos soportes con forma de brazo. Además incorporaba un emisor de zumbidos como su antecesor inglés.[14]
- En 1926, se instaló el primero en Madrid convirtiéndose en el primer semáforo de España, entre las calles del Barquillo y Alcalá.
- Buenos Aires es la ciudad con más semáforos por habitante.[cita requerida] La ciudad de Buenos Aires es una de las que dispone de mayor número de intersecciones.
- El alegre hombrecillo verde o rojo de los semáforos, conocido en Alemania como 'Ampelmann', fue introducido por las autoridades comunistas en la Alemania del Este y desde la caída del muro de Berlín hace 15 años se ha convertido en un fenómeno de marketing. Los semáforos del oeste de Alemania y en el oeste de Berlín normalmente usan el estándar de la figurilla masculina.[15]
- El 5 de abril de 2008, el Ayuntamiento de Jaén (España) instaló el primer semáforo feminista, un «primer paso» igualitario en la señalización, pues la tradicional silueta 'andante' cambia el pantalón por la falda. El nuevo semáforo se encuentra en el cruce del Paseo de la Estación con la Plaza de Jaén por la Paz, frente a la estación de Adif.
- Palma de Mallorca se ha convertido en la primera ciudad de España en contar en sus calles con un semáforo dotado con un mando a distancia que permite que se encienda solo cuando lo necesita una persona ciega. El semáforo, que se encuentra ubicado en un paso peatonal de la calle Manacor, frente a la sede de la ONCE en Baleares, fue inaugurado el 3 de marzo de 2008 por la alcaldesa de Palma, Aina Calvo, el delegado territorial de la ONCE, Ramón Garrido, y la vicepresidenta tercera del Consejo General de la organización, Yolanda Martín. Este nuevo aparato semafórico "único en España", según recalca la ONCE en un comunicado, funciona cuando una persona con discapacidad visual lo activa gracias a un mando a distancia especial, momento en el que el semáforo emite una señal para informar al usuario de que ha recibido la orden y se pone en rojo para los vehículos. Transcurridos tres segundos, el semáforo comienza a emitir una señal sonora que indica a la persona ciega que ya puede cruzar el paso de peatones con seguridad durante alrededor de 30 segundos. Una vez que haya cruzado la persona el semáforo dejará de emitir la señal sonora y, al cabo de dos segundos, se apagará la luz roja para los vehículos y se reactivará la secuencia normal del semáforo para controlar la circulación.
- El 6 de marzo de 2006, el tráfico de la Ronda de la Muralla de Lugo protagonizó una iniciativa de la artista uruguaya Luz Darriba. Los 'muñequitos' de los 72 semáforos de la Ronda de la Muralla que regulan el paso de peatones vistieron falda en homenaje a la mujer trabajadora. Los semáforos cambiaron su fisonomía con el objetivo de "advertir de la ausencia de representación femenina en las calles y en la práctica urbana, donde se opta como símbolo de universalidad por la imagen masculina", explica Luz Darriba, impulsora de esta iniciativa en colaboración con el ayuntamiento y la Policía Local.[16]
- El primer semáforo de Argentina alimentado por energía solar y controlado en forma inalámbrica a través de Internet funciona desde el 15 de diciembre de 2008 en un cruce de la avenida del Libertador y 9 de julio, en el centro de San Isidro. El aparato cuenta para la iluminación tortas de ledes (diodo emisor de luz), de menor consumo que los convencionales, y es capaz de detectar la cantidad de vehículos presentes y modificar en forma automática la duración de la luz verde de cada una de las arterias. Aseguran que tiene un consumo 90 % inferior que el de los semáforos convencionales, y una durabilidad superior por lo que le permitiría un importante ahorro en su mantenimiento al país.[17]
- En Paraguay, Asunción entró a la década de 1970 siendo la única capital de América que no contaba con un solo semáforo, invento que había nacido cien años atrás. Recién el 30 de mayo de 1974 se colocó el primer semáforo en el cruce de las calles 14 de julio (hoy Manduvirá) y 15 de agosto. 40 años después, 2014 se instala el primer semáforo inteligente del país frente a la municipalidad de la capital. Unos 400 semáforos inteligentes se encuentran funcionando en la capital paraguaya desde el 23 de abril de 2015.
- En Akureyri, Islandia, las luces de los semáforos tienen forma de corazón.[18]
- En 1930 en la Cd. de México, los capitalinos se encontraron con los primeros indicadores de señalamientos de tránsito vehicular (semáforos). Eran manuales y los operaba un agente moviendo una palanca para sacar un letrero que decía alto o siga, según el caso. El 20 de noviembre de 1932, entra en funcionamiento el primer semáforo eléctrico en la Ciudad de México, en el crucero de Avenida Juárez y San Juan de Letrán.[19]